# Oğuzeli, Altınekin
Oğuzeli là một thị trấn thuộc huyện Altınekin, tỉnh Konya, Thổ Nhĩ Kỳ. Dân số thời điểm năm 2011 là 2.153 người.